# 卜大華
卜大華（？—？），“文化大革命”時期北京清华大学附属中学紅衛兵領導人之一。
1966年5月29日傍晚與駱小海、鄺桃生、王銘、張曉賓、張承誌等17名學生在圓明園遺址上成立紅衛兵的組織。8月26日，在清華附中五樓大教室主持“鬥爭會”，從晚間7點開始，至深夜12时結束，會中紅衛兵以銅頭軍用皮帶毆打教員。
卜大華後來因“炮打中央文革”入獄，後來下放到陕北的山沟里。後來卜大华在北京一所大学的图书资料中心咨询开发部工作。
1990年曾發表《紅衛兵之旗》一文（《傳記文學》，1990年第二期）。